# Friedl Iby
Frieda „Friedl“ Iby (* 6. April 1905 in Nürnberg; † 15. April 1960 in Unterpfaffenhofen; nach Heirat Friedl Kopp) war eine deutsche Kunstturnerin und Olympiasiegerin.
Friedl Iby begann mit sechs Jahren mit dem Turnen beim Männer-Turn-Verein Nürnberg. 1926 gewann sie den Turnwettbewerb bei den Deutschen Kampfspielen. Bei den Olympischen Spielen 1936 fand nach 1928 zum zweiten Mal ein Olympischer Mannschaftswettbewerb für Turnerinnen statt. Friedl Iby war die älteste Turnerin in der deutschen Riege. In der Besetzung Gertrud Meyer, Erna Bürger, Käte Sohnemann, Isolde Frölian, Anita Bärwirth, Paula Pöhlsen sowie Friedl Iby und Julie Schmitt gewann die deutsche Mannschaft die Goldmedaille mit drei Punkten Vorsprung vor der Mannschaft aus der Tschechoslowakei.
Nach ihrer Heirat zog Friedl Kopp von Nürnberg nach München.